# 津島神社 (登米市)
津島神社（つしまじんじゃ）は、宮城県登米市にある神社。旧社格は郷社。

## 沿革
創建は「風土記」によれば730年（天平2年）である。1189年（文治5年）源頼朝が奥州藤原氏、藤原泰衡の平泉へ攻め入る際に、この神社にて戦勝を祈願した。戦勝し、奥州を征服した後は、この地方の支配を任せた葛西氏に守護を命じている。1591年（天正19年）伊達政宗が葛西大崎一揆の鎮圧のため佐沼城を攻撃した際、戦勝を祈願した。後にこの地域は伊達氏に与えられ、佐沼の領主となった伊達氏の家臣湯目氏に守護を命じた。その際に、神社は佐沼に遷座し現在に至っている。1912年（明治45年）に社殿、幣殿、拝殿随身門、末社四社を焼失。再建され、再び郷社に列格された。

## 祭神
本殿に素戔嗚尊、倉稲魂命、猿田彦命、木花咲耶姫命が祀られている。その他に4社が合祀されている。竹駒神社（祭神、倉稲魂命）、道祖神社（祭神、猿田彦命）、金比羅神社（祭神、崇徳天皇）、山神社（祭神、木花咲耶姫命）